# Dromoland Castle

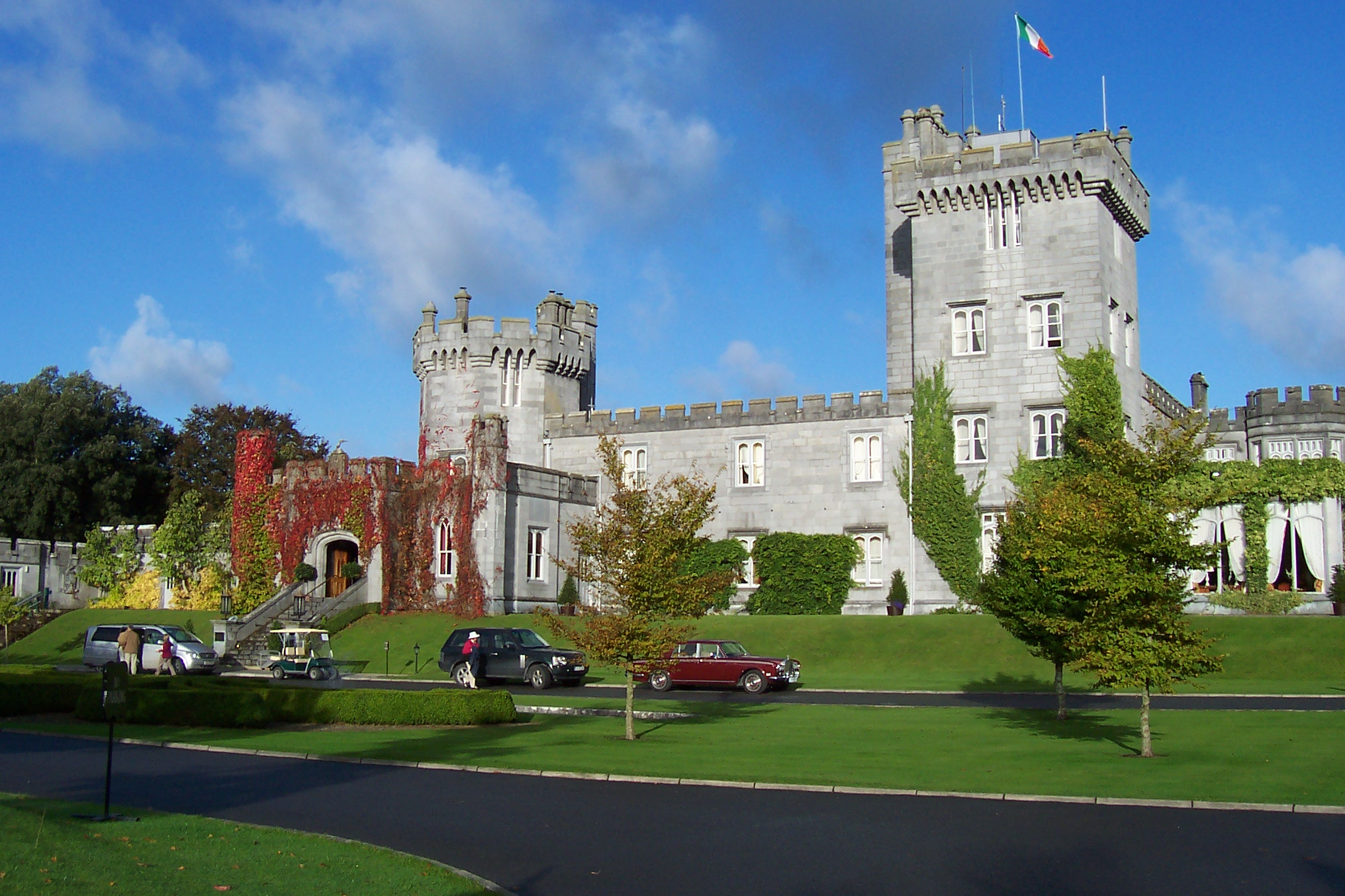
Eingang zu Dromoland Castle

Dromoland Castle (irisch: Caisleán Dhrom Ólainn) ist ein Landhaus bei Newmarket-on-Fergus im irischen County Clare. Heute ist das Landhaus ein Fünf-Sterne-Hotel; sein Restaurant namens Earl of Thomond erhielt 1995 unter dem Küchenchef Jean-Baptiste Molinari einen Michelin-Stern.
Das heutige Gebäude wurde 1835 fertiggestellt. Aber das erste Gebäude an dieser Stelle war wohl ein Tower House, das Ende des 15. oder Anfang des 16. Jahrhunderts hier entstand. Thomas, Sohn von Shane MacAnerheny, soll es erbauen haben lassen. Es gab zu unterschiedlichen Zeiten mindestens drei Häuser an dieser Stelle, die „Dromoland“ genannt wurden. Während Dromoland Castle später das Heim von acht Generationen der Familie O’Brien wurde, legen frühe Aufzeichnungen den Schluss nahe, dass dort im 16. Jahrhundert auch andere gälische Familien, wie die McInerneys, wohnten. Laur dem Geschichtswissenschaftler James Frost bedeutet Dromoland „Klagehügel“.

## Geschichte
1551 wurde Dromoland Castle im Testament von Murrough O’Brien urkundlich erwähnt. Er war zuerst Tanist und wurde 1543 vom englischen König Heinrich VIII. zum 1. Earl of Thomond erhoben. Murrough O’Brien vermachte Leamaneh Castle seinem dritten Sohn, Donough McMurrough O’Brien, und gab ihm dazu die Burg und die Ländereien von Dromoland. 1582 wurde Donough McMurrough O’Brien wegen Rebellion in Limerick aufgehängt und die Regierung verfügte, dass alle seine Besitzungen an die Krone verwirkt seien. Daher nahm der örtliche Sheriff, Sir George Cusack, Dromoland Castle in Besitz. Einige Jahre später ermordete Turlough O’Brien Cusack und verschiedene O’Briens versuchten, Dromoland Castle wieder in ihren Besitz zu bringen. Der 4. Earl of Thomond beanspruchte das alleinige Eigentum an der Burg und versuchte, Donough McMurrough O’Briens Sohn, Conor McDonough O’Brien, davon auszuschließen. Das Ergebnis dieses Streites in nicht bekannt.
Als Conor O’Brien 1604 starb, hinterließ er Dromoland Castle seinem Sohn, Donough McConor O’Brien. Dieser, dessen Mutter Slany O’Brien war, war damals erst acht Jahre alt. So entbrannte ein Rechtsstreit zwischen dem 4. Earl of Thomond Slany O’Brien. Der Streit wurde 1613 geschlichtet. Der Earl, damals bereits Lord Thomond, erhielt das Eigentum an Dromoland Castle, musste aber eine Abstandssumme von 132 Pfund, 13 Shillings und 4 Pence an Slany O’Brien bezahlen. Als Donough älter wurde, weigerte er sich, das Ergebnis der Schlichtung anzuerkennen. 1614 pachtete William Starkey Dromoland Castle von Lord Thomond. 1628 war Lord Thomond bereits verstorben und Donough führte den Streit am Court of Wards and Liveries in Dublin fort. 1629 erhielt Donough Zutritt „zu allen Gütern, Ländereien und Pachten seines verstorbenen Vaters“ gegen Zahlung eines Abstandes. Dromoland Castle war aber nicht in der langen Liste der Besitzungen aufgeführt und verblieb so weitere 50 Jahre lang bei dem Earls of Thomond. Der 5. Earl überschrieb Donough weitere zwei Besitzungen als Entschädigung.
Robert Starkey, Sohn von William Starkey, wohnte auf Dromoland Castle, als die Rebellion 1641 begann. Es scheint, dass er entweder aus der Gegend floh oder das Anwesen weiterverpachtete. 1642 nahm Colonel Conor O’Brien aus Leamaneh Castle, Sohn von Donough O’Brien und Gatte von Maire Rua, die Burg zusammen mit Captain McInerhenny, dem Anführer der irischen Streitkräfte, ein, der die Wachen mit Hilfe von Starkeys Assistenten Moran überraschte. Conor O’Brien fiel 1651 in einer Schlacht. Sein ältester Sohn, Donough, den er 1642 mit Maire Rua hatte, war Erbe von Leamaneh Castle und dem Anspruch der Familie auf Dromoland Castle. Zusätzlich erbte Donough große Ländereien von seinem Halbbruder William O'Neylan (oder O'Neillan, 1635–1678) aus Dysert, mit dessen Vater Maire Rua von 1634 bis zu seinem Tod 1639 verheiratet war.
Robert Starkey nahm die Pacht wieder auf und 1666 wurde Dromoland Castle an Colonel Daniel O’Brien aus Carrigaholt Castle weiterverpachtet. Drei Jahre später wurde es Thomas Walcott aus Moyhill zugeschrieben. Schließlich, 1684, wurde der Grundbesitz Donough O’Brien zugesprochen. Damals war Dromoland Castle ein bescheidenes Gebäude. Der ursprüngliche Turm schien zu Starkeys Zeiten hinzugefügt worden zu sein, bevor Donough von Leamaneh Castle hierhin umzog.

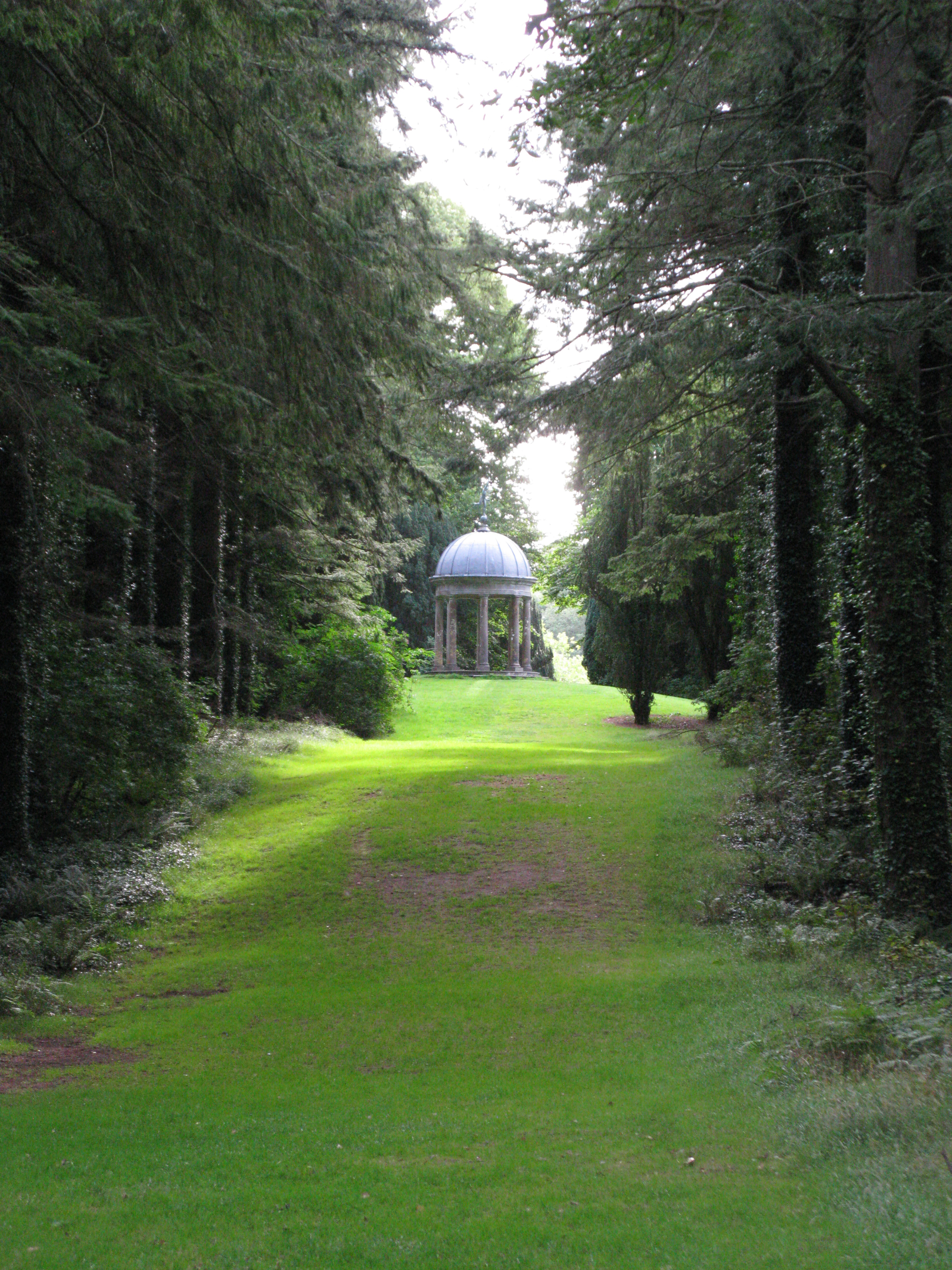
Salettl auf dem Turret Hill

Sir Donough O’Brien, 1. Baronet, starb 1717. Während seiner Zeit auf Dromoland Castle wurde dieses als „hübsches griechisches Gebäude“ beschrieben. Donoughs Sohn, Lucius, starb ebenfalls 1717 und so wurde Edward, der Sohn von Lucius, der 2. Baronet. Dieser erste Sir Edward O’Brien schmückte die Burg mit Gemälden und Schnitzereien. Er ließ auch Pläne für ein neues Haus erstellen. Thomas Roberts und John Aheron lieferten beide Zeichnungen eines Hauses mit Garten in Dromoland an ihn. John Aheron scheint der Architekt gewesen zu sein, der für die letztendliche Ausführung verantwortlich war. Er entwarf auch ein Salettl für den Turret Hill auf der dem Haupteingang gegenüberliegenden Seite der Straße. Es wurde vermutlich gebaut, um von dort das Training der Pferde beobachten zu können. Dromoland Castle wurde zu einem Landhaus mit zehn Jochen und 2½ Stockwerken erweitert. Ein zweistöckiges Geviert wurde 1736 fertiggestellt. Edward O’Brien starb 1765.
1795 lieferte eine Ausgabe von The Gentleman’s Magazine folgende Beschreibung von Dromoland Castle:

„der noble und wunderschöne Sitz von Sir Lucius O’Brien, Bart., in der Grafschaft Clare, auf einem Hügel liegend, der sanft von einem 9,6 Hektar großen See inmitten von Wäldern aufsteigt. Drei wunderschöne Hügel erheben sich darüber und vermitteln einen schönen Blick auf die großartigen Flüsse Fergus und Shannon, dort, wo sie sich vereinigen, jeder von ihnen eine Leuge breit.“

Sir Lucius O’Brien war der älteste Sohn von Sir Edward O’Brien und der 3. Baronet. Er starb 1794. Sein Sohn, der zweite Sir Edward O’Brien und 4. Baronet, entschloss sich, das Landhaus neu bauen zu lassen. 1821 wurde dort Edwards Bruder und Roberts Sohn, der spätere Maler George O’Brien, geboren. Die Arbeiten begannen um 1822 und kosteten £ 50.000. Die Gebrüder Pain lieferten einige klassische Pläne für das neue Haus, aber Edward O’Brien entschied sich für ihre neugotische Variante, die von John Nash beeinflusst war. James und George Richard Pain waren Schüler von Nash in England. Das Gebäude wurde 1835 fertiggestellt. Der Journalist Samuel Lewis beschrieb Dromoland Castle 1837 als

„ein großartiges Bauwerk im zinnenbewehrten Stil, das kürzlich an Stelle des alten Landhauses errichtet wurde und von einem ausgedehnten und reich bewaldeten Besitz umgeben ist, in dem kürzlich große Verbesserungen vorgenommen wurden.“

Edward war mit Charlotte, geb. Smith, verheiratet und ihr ererbtes Vermögen diente wohl zu großen Teil zur Deckung der Baukosten des neuen Landhauses. Edward und Charlotte waren die Eltern von William Smith O’Brien, dem Führer der Junges-Irland-Rebellion von 1848. Sir Edward verstarb 1837. Sein ältester Sohn Lucius war der 5. Baronet und 13. Baron Inchiquin.

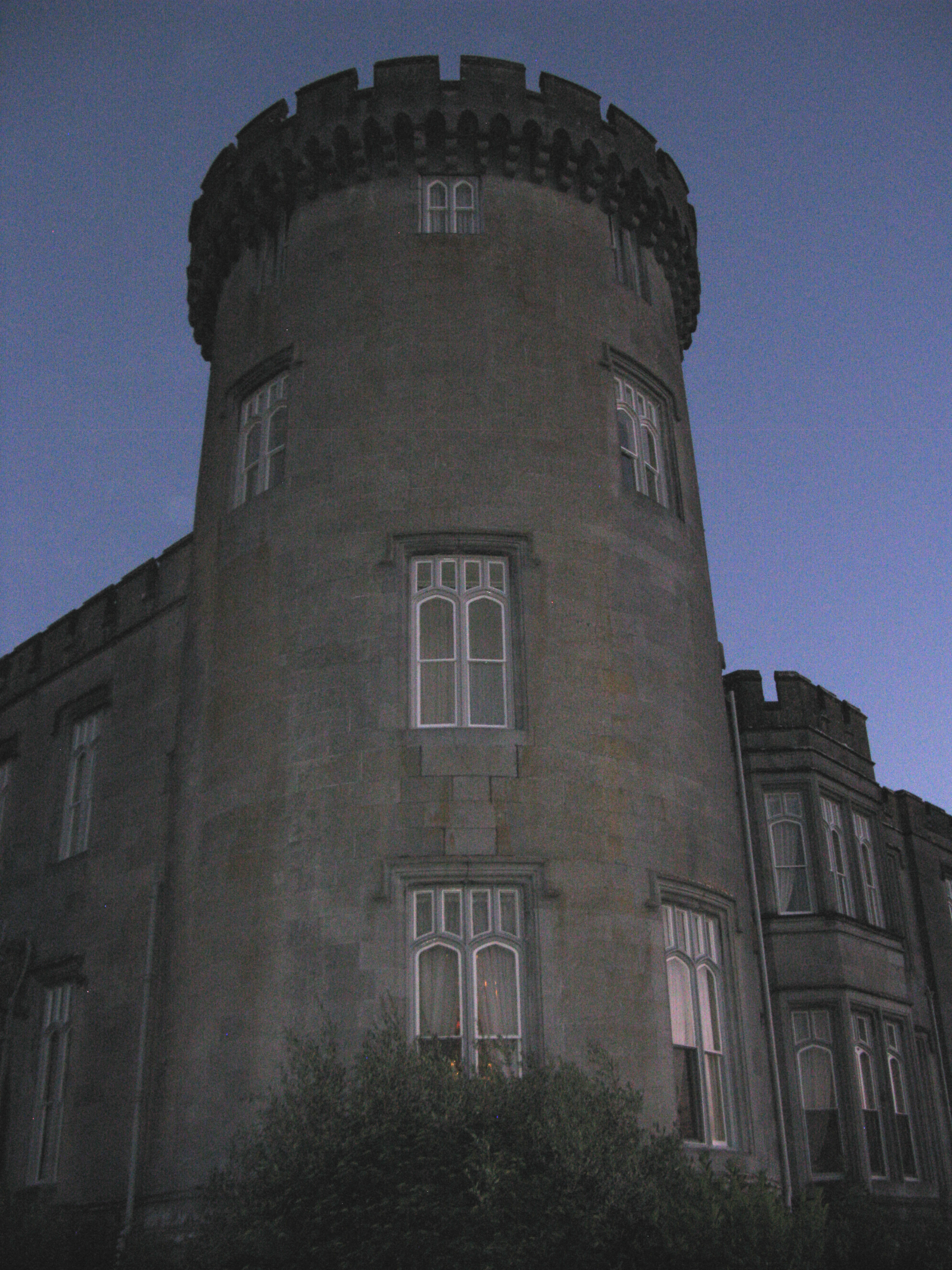
Zinnenbewehrter Eckturm

Burkes Visitation of Seats von 1855 liefert folgende Beschreibung von Dromoland Castle:

„Es ist vollständig aus dunkelblauem Kalkstein errichtet und ein Stück feiner Handwerkskunst; die Ziergärten und Wälder erstrecken sich über mehr als 6,1 km² Land (...) von einigen der Höhen hat man einen Blick auf die Flüsse Shannon und Fergus, die in diesem Teil des Landes einem großen Binnensee mit Insel gleichen, was Dromoland Castle zu einer der schönsten und erstrebenswertesten Residenzen in Irland macht.“

### Moderne Zeiten
Dromoland Castle ist seit Mitte des 19. Jahrhunderts ohne große Änderungen erhalten. Das Landhaus ist im Scottish Baronial Style oder neugotischen Stil gehalten. Es hat vier miteinander verbundene, unregelmäßig zinnenbewehrte Ecktürme. Eine neugotische Vorhalle an der Nordfassade zeigt das Wappen der O’Briens. Der Westteil liegt zum See hin und der Ostteil zum Hügel hin, auf dem heute Thomond House steht. Die großen, eingefriedeten Gärten liegen im Süden. 1902 ließ der 15. Baron Inchiquin, Lucius, das alte Eingangsbauwerk von Leamaneh Castle aus dem 17. Jahrhundert am Eingang zum großen, eingefriedeten Garten aufstellen. Ein langer, kurvenreicher Fahrweg führt von Eingang und der klassischen Lodge nördlich am See vorbei zur vorderen Eingangstür des Landhauses.
1962 verkaufte Donough O’Brien, 16. Baron Inchiquin, Dromoland Castle und 1,4 km² Land wegen schwieriger, finanzieller Umstände. Er ließ Thomond House auf einem Hügel über Dromoland Castle errichten. 1965 zog er in dieses, im georgianischen Stil erbaute Haus um und verstarb 1968. In dem Haus wohnt heute der 18. Baron Inchiquin.

### Hotel
Der US-Bürger Bernard P. McDonough kaufte Dromoland Castle 1962. Es wurde in ein Luxushotel der obersten Kategorie umgewandelt. Das Dromoland Castle Hotel ist Mitglied der Historic Hotels Worldwide.

## Berühmte Gäste

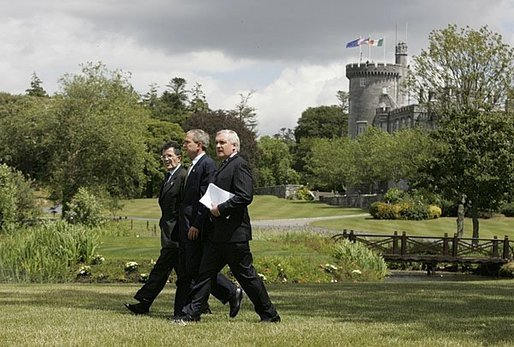
George W. Bush, Bertie Ahern und Romano Prodi auf ihrer gemeinsamen Pressekonferenz im Dromoland Castle Hotel 2004

Der US-Präsident George W. Bush verbrachte die Nacht von Freitag, dem 16. Juni 2004, im Dromoland Castle Hotel, um am dort abgehaltenen Gipfeltreffen zwischen den Vereinigten Staaten und der EU teilzunehmen. Präsident Bush wurde von ungefähr 7000 Polizisten sowie militärischem und zivilem Sicherheitspersonal auf seinem 16-Stunden-Besuch begleitet.
Über die Jahre haben viele berühmte Gäste im Dromoland Castle Hotel übernachtet, darunter Bill Clinton, Juan Carlos I. von Spanien, Nelson Mandela, Muhammad Ali, Richard Branson, Jack Nicholson, Johnny Cash, Michael Flatley, Bono und John Travolta.